# Pinkly Smooth
Pinkly Smooth war eine US-amerikanische Avantgarde-Metal-Band aus Orange County (Kalifornien).

## Geschichte

### Gründung und AlbumUnfortunate Snort
Pinkly Smooth wurde im Sommer 2001 als Nebenprojekt der beiden Avenged-Sevenfold-Mitglieder Synyster Gates (Brian Haner jr.) und The Rev (James Sullivan), der für diese Band den Künstlernamen „Rathead“ wählte, gegründet. Synyster Gates spielte – wie auch bei Avenged Sevenfold – Gitarre und The Rev war zuständig für Gesang, Piano und teilweise Schlagzeug. Weitere Mitglieder waren Buck Silverspur („El Diablo“) am Bass und Derek Eglit („Super Loop“) am Schlagzeug. Silverspur und Eglit waren davor musikalisch in einer Band namens Ballistico tätig.
Es wurde nur ein Album veröffentlicht, Unfortunate Snort. In diesem gibt der frühere Bassist der Band Avenged Sevenfold, Justin Meacham, unter seinem Künstlernamen Justin Sane als Keyboarder einen Gastauftritt. Die Musikrichtung des Albums ist eine Mischung aus Ska, Punk-Rock und Avantgarde Metal.
Pinkly Smooth wurde 2002 aufgelöst.

### Nach der Auflösung
Derek Eglit hat seit der Auflösung von Pinkly Smooth eine neue Heavy-Metal-Band gegründet, Painted Wives (zuvor: Railroad to Alaska). Synyster Gates ist der Lead-Gitarrist der Band Avenged Sevenfold und auch The Rev war bis zu seinem Tod Ende 2009 in dieser als Songwriter, Schlagzeuger, Pianist und teils als Sänger tätig. Synyster Gates erwähnte in einem Interview 2011, dass er Unfortunate Snort neu abmischen und herausbringen würde, aber es gibt keine konkreten Pläne.
Das Lied Fiction, das The Rev eigentlich unter dem Titel Death für Pinkly Smooth gedacht hat, wurde nach seinem Ableben 2009 in dem 2010 erschienenen Album Nightmare von Avenged Sevenfold veröffentlicht. Dazu wurden alte Demotapes von Pinkly Smooth verwendet.

## Diskografie
- 2002: Unfortunate Snort (Album)[2]